# Fritz Dietrich
Fritz Dietrich, född den 6 augusti 1898 i Lafraun, Österrike-Ungern, död den 22 oktober 1948 i Landsberg am Lech, var en österrikisk SS-Obersturmbannführer. Han var SS- och polischef i Liepāja i Lettland.
Dietrich var en av befälhavarna vid massakern i Liepāja i mitten av december 1941. Efter andra världskriget ställdes han inför rätta och dömdes till döden för att ha beordrat arkebuseringen av sju allierade flygare i Saar-området. Han avrättades genom hängning 1948. Han ställdes aldrig till svars för sina brott i Lettland.